# Zadole Kosmolowskie
Zadole Kosmolowskie – kolonia w Polsce położona w województwie małopolskim, w powiecie olkuskim, w gminie Olkusz.
W latach 1975–1998 miejscowość administracyjnie należała do województwa katowickiego.